# Тавларовский сельсовет
Тавларовский сельсовет — муниципальное образование в Буздякском районе Башкортостана.

## История
Согласно «Закону о границах, статусе и административных центрах муниципальных образований в Республике Башкортостан» имеет статус сельского поселения.

## Население
| 2002  | 2009  | 2010  | 2012  | 2013  | 2014  | 2015  |
| ----- | ----- | ----- | ----- | ----- | ----- | ----- |
| 2045  | ↘1978 | ↘1749 | ↘1697 | ↘1678 | ↘1627 | ↘1561 |
| 2016  | 2017  |       |       |       |       |       |
| ↘1532 | ↘1507 |       |       |       |       |       |

## Состав сельского поселения
| № | Населённый пункт | Тип населённого пункта       | Население |
| - | ---------------- | ---------------------------- | --------- |
| 1 | Старотавларово   | село, административный центр | ↗737      |
| 2 | Кубяк            | село                         | ↘338      |
| 3 | Картамак         | село                         | ↘283      |
| 4 | Новотавларово    | деревня                      | ↘269      |
| 5 | Старый Карбаш    | деревня                      | ↘122      |